# Surakarta

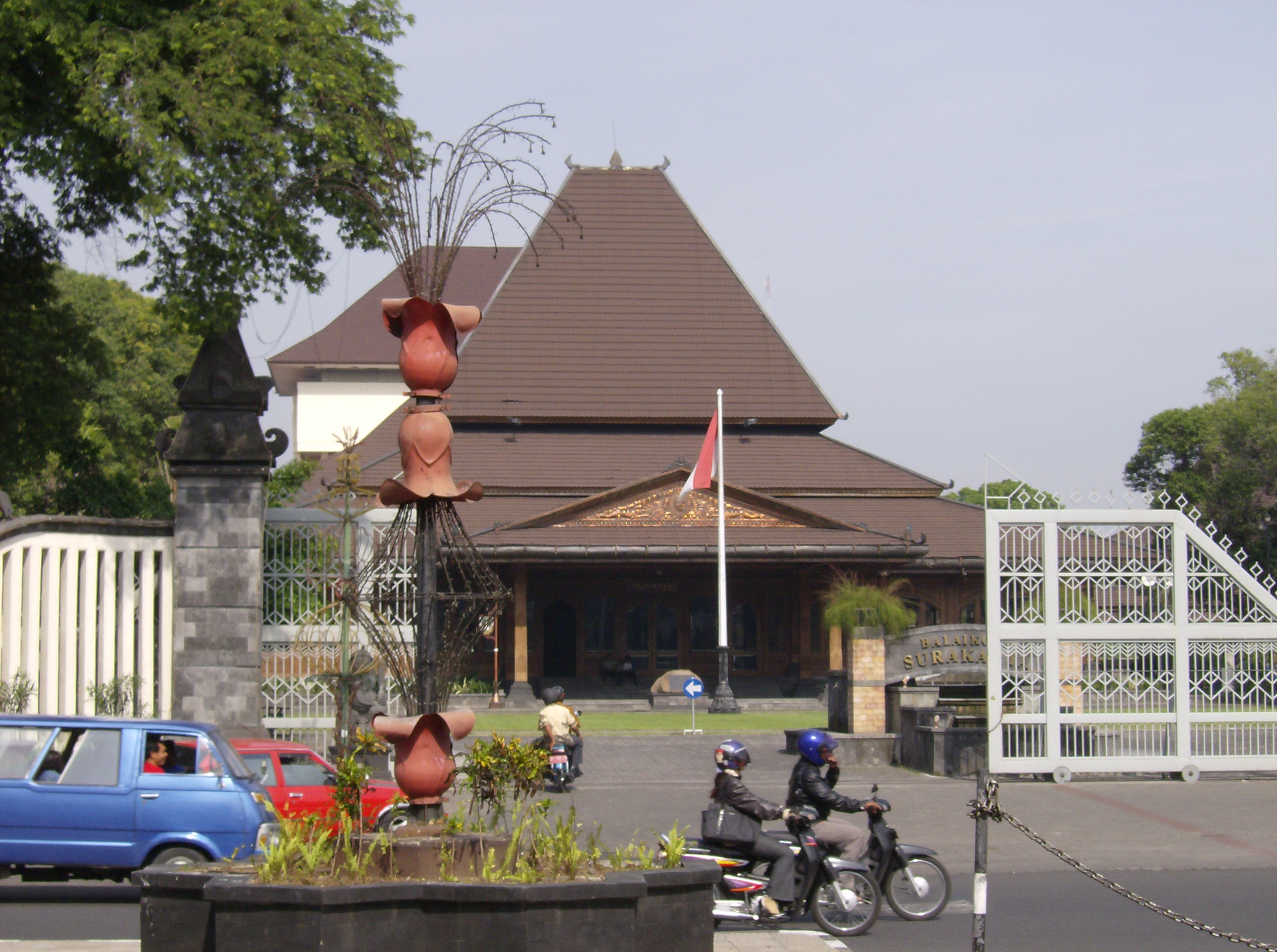
Rathaus

Surakarta (umgangssprachlich meist Solo genannt) ist eine autonome Stadt im Südosten der indonesischen Provinz Zentraljava. Sie liegt am Fluss Bengawan Solo (kurz: Solo) und zählt fast 580.000 Einwohner (Stand Ende 2021).

## Geographie

### Lage
Surakarta liegt etwa auf 90 Metern Höhe. Surakarta gilt mit Yogyakarta als eines der beiden Zentren javanischer Kultur, in dem die alten höfischen Traditionen am stärksten fortwirken. Das autonome Munizipium  (indonesisch Kota) erstreckt sich zwischen 110°45′15″ und 110°45′35″ ö. L. sowie zwischen 7°36′ und 7° 56′ s. Br. Es hat im Süden den Regierungsbezirk (indonesisch Kabupaten) Sukoharjo, im Westen den Kecamatan Colomadu (Exklave des Regierungsbezirks Karanganyar), im Nordwesten den Regierungsbezirk Boyolali und im Nordosten den Regierungsbezirk Karanaganyar als Nachbarn. Sie ist die zweitbevölkerungsreichste der sechs autonomen Städte der Provinz Zentraljava und hat die höchste Bevölkerungsdichte.

## Verwaltungsgliederung
Die verwaltungstechnisch einer Provinz gleichgestellte Stadt wird administrativ in fünf Kecamatan unterteilt. Eine weitere Unterteilung erfolgt in 54 Kelurahan (Dörfer urbanen Charakters) mit 626 Rukun Warga (RW, Weiler) und 2.784 Rukun Tetangga (RT, Nachbarschaften)
| Code 1   | Kecamatan Distrikt | Ibu Kota Verwaltungssitz | Fläche (km²) | Einwohner Census 2010 2 | Volkszählung 2020 | Volkszählung 2020 | Volkszählung 2020 | Anzahl der Kelurahan 6 |
| Code 1   | Kecamatan Distrikt | Ibu Kota Verwaltungssitz | Fläche (km²) | Einwohner Census 2010 2 | Einwohner 3       | 0Dichte 40        | Sex Ratio 5       | Anzahl der Kelurahan 6 |
| -------- | ------------------ | ------------------------ | ------------ | ----------------------- | ----------------- | ----------------- | ----------------- | ---------------------- |
| 33.72.01 | Laweyan            | Penumping                | 8,64         | 86.057                  | 88.524            | 10.245,8          | 95,4              | 11                     |
| 33.72.02 | Serengan           | Serengan                 | 3,19         | 43.653                  | 47.778            | 14.977,4          | 95,3              | 7                      |
| 33.72.03 | Pasar Kliwon       | Joyosuran                | 4,82         | 74.269                  | 78.517            | 16.289,8          | 98,4              | 10                     |
| 33.72.04 | Jebres             | Jebres                   | 12,58        | 138.049                 | 138.775           | 11.031,4          | 97,9              | 11                     |
| 33.72.05 | Banjarsari         | Banyuaryar               | 14,81        | 157.309                 | 168.770           | 11.395,7          | 96,6              | 15                     |
| 33.72    | Kota Surakarta     | Kota Surakarta           | 44,04        | 499.337                 | 522.364           | 11.861,1          | 96,9              | 54                     |

## Demographie
Zur Volkszählung im September 2020 lebten in Kota Surakarta 522.364 Menschen, davon 265.321 Frauen (50,79 %) und 257.043 Männer. Gegenüber dem letzten Census (2010) stieg der Frauenanteil um 2,07 Prozent. 70,89 % (378.939) gehörten 2020 zur erwerbsfähigen Bevölkerung; 21,13 % waren Kinder (bis 14 Jahre) und 6,38 % im Rentenalter (ab 65 Jahren).
Ende 2021 bekannten sich 79,03 Prozent der Einwohner zum Islam, Christen waren mit 20,66 % (79.349 ev.-luth. / 40.240 röm.-kath.) vertreten, 0,22 % waren Buddhisten und  0,06 % Hindus. Zur gleichen Zeit waren von der Gesamtbevölkerung 45,00 % ledig; 46,14 % verheiratet; 2,48 % geschieden und 6,38 % verwitwet.

### Bevölkerungsentwicklung
| Datum          | Fläche (km²) | Einwohner  | Einwohner  | Einwohner  | Bevölke- rungsdichte (Einw. je km²) | Sex Ratio (Männer pro 100 Frauen) |
| Datum          | Fläche (km²) | 00Männer00 | 00Frauen00 | 00gesamt00 | Bevölke- rungsdichte (Einw. je km²) | Sex Ratio (Männer pro 100 Frauen) |
| -------------- | ------------ | ---------- | ---------- | ---------- | ----------------------------------- | --------------------------------- |
| 0031.12.202000 | 46,00        | 283.511    | 292.410    | 575.921    | 12.520,00                           | 96,96                             |
| 30.06.2021     | 46,01        | 281.956    | 290.604    | 572.560    | 12.444,25                           | 97,02                             |
| 31.12.2021     | 46,72        | 285.756    | 293.150    | 578.906    | 12.390,97                           | 97,48                             |
| 30.06.2022     | 46,72        | 285.432    | 293.780    | 579.212    | 12.397,52                           | 97,16                             |

| SP/SUPAS       | 1971       | 1980       | 1990       | 1995       | 2000       | 2005       | 2010       | 2015       | 2020       |
| -------------- | ---------- | ---------- | ---------- | ---------- | ---------- | ---------- | ---------- | ---------- | ---------- |
| Kota Surakarta | 414.285    | 469.888    | 504.176    | 516.594    | 489.900    | 506.397    | 499.337    | 512.056    | 522.364    |
| Anteil %       | 1,89 %     | 1,85 %     | 1,77 %     | 1,65 %     | 1,65 %     | 1,56 %     | 1,37 %     | 1,52 %     | 1,42 %     |
| Zentral-Java   | 21.877.081 | 25.372.889 | 28.521.692 | 31.223.258 | 29.653.266 | 32.382.657 | 36.516.035 | 33.753.023 | 36.742.501 |

### Klima
|                        | Jan  | Feb  | Mär  | Apr  | Mai  | Jun  | Jul  | Aug  | Sep  | Okt  | Nov  | Dez  |   |      |
| Mittl. Temperatur (°C) | 26,2 | 26,3 | 26,4 | 26,9 | 26,5 | 25,9 | 25,4 | 25,7 | 26,6 | 27,4 | 26,9 | 26,6 | ⌀ | 26,4 |
| Mittl. Tagesmax. (°C)  | 30,1 | 30,2 | 30,5 | 31,4 | 31,1 | 31,1 | 30,9 | 31,6 | 32,4 | 32,9 | 31,7 | 30,9 | ⌀ | 31,2 |
| Mittl. Tagesmin. (°C)  | 22,3 | 22,4 | 22,3 | 22,4 | 21,9 | 20,8 | 20   | 19,9 | 20,9 | 21,9 | 22,2 | 22,3 | ⌀ | 21,6 |
|                        |      |      |      |      |      |      |      |      |      |      |      |      |   |      |
| Niederschlag (mm)      | 324  | 318  | 306  | 214  | 145  | 86   | 52   | 42   | 51   | 120  | 212  | 260  | Σ | 2130 |

| 22,3 |

| 22,4 |

| 22,3 |

| 22,4 |

| 21,9 |

| 20,8 |

| 20 |

| 19,9 |

| 20,9 |

| 21,9 |

| 22,2 |

| 22,3 |

| 22,3 |

| 22,4 |

| 22,3 |

| 22,4 |

| 21,9 |

| 20,8 |

| 20 |

| 19,9 |

| 20,9 |

| 21,9 |

| 22,2 |

| 22,3 |

## Wirtschaft
In Surakarta existiert Maschinenbau-, Textil-, Möbel-, Zigaretten- und Nahrungsmittelindustrie. Zudem gibt es Färbereien und es werden Tonwaren, Holzschnitzereien und Musikinstrumente (siehe Gamelan) gefertigt. Die Stadt dient als Marktplatz für Reis, Zuckerrohr, Kautschuk, Getreide, Maniok und Indigo, die in der umgebenden fruchtbaren Ebene angebaut werden.
Die Stadt ist Straßen- und Schienenverkehrsknoten. Solo ist neben Yogyakarta ein Zentrum der Batikkunst und ein bekannter Handelsplatz für Batikstoffe und Batikprodukte aller Art. Bekannt ist Solo auch für seine traditionelle javanische Naturmedizin, Jamu genannt, die ihren Ursprung in den Sultanspalästen hat. Dort wurde sie entwickelt und gepflegt. Heute ist dieses jahrhundertealte Wissen durch moderne Medizin ersetzt worden und es gibt nur noch wenige Heiler, denen die Patienten aber vertrauen und die auch teilweise Erfolge in der Bekämpfung diverser Krankheiten vorweisen können.

## Geschichte
Surakarta war eine Residentschaft im mittleren Drittel der niederländischen Insel Java. Die Residentschaft bildete das Besitztum von zwei unabhängig voneinander operierenden Fürsten, dem so genannten Susuhunan (Kaiser von Surakarta) und dem Prinzen Paku Alaman. Beiden wurde gegen Zahlung bedeutender Jahresgehälter jedweder Einfluss auf die Tagespolitik entzogen.
Gut erhalten ist die von Mauern umgebene Palastanlage des Sunans (Königs) von Surakarta, der Kraton oder Kasunanan, welcher – typisch für eine südostasiatische Palastanlage – neben dem eigentlichen Hof auch weiträumige Wohnanlagen für die zahlreichen Bediensteten und Angehörigen der Herrscherfamilie umfasst. Der Kraton wurde im 18. Jahrhundert
von dem angrenzenden Kartasura an seinen heutigen Ort am Fluss Bengawan Solo verlegt.
Der etwas später aufgrund dynastischer Auseinandersetzungen entstandene Junior-Hof Mangkunegaran ist ebenfalls gut erhalten und besitzt einen der schönsten Pendopo (offener Pavillon) von Java. Das Mangkunegaran ist unter anderem für seine Gamelan- und Tanz-Tradition bekannt. Als Ruine ist das niederländische Fort Vastenburg von 1779 an der Nord-Ost-Seite des Kraton erhalten. Ein interessantes Museum javanischer Kultur ist das Radya Pustaka, das sich an der Südseite der Hauptstraße Selamet Riyadi einen knappen Kilometer westlich des Kratons findet. In seiner Nähe findet sich auch der Vergnügungspark Sri Wedari, der unter anderem auch eines der bekanntesten Wayang-Orang-Theater von Indonesien beherbergt.

## Bildungswesen
Die Stadt besitzt eine Zweigstelle der islamischen Universität von Yogyakarta, eine staatliche Universität, sowie zahlreiche kleinere Privatuniversitäten. An der Sebelas Maret Nationaluniversität studierte die spätere stellvertretende Außenministerin Osttimors Adaljíza Magno. An der UNS unterrichtete der spätere osttimoresische Gesundheitsminister Sérgio Lobo.

## Sport
Der Fußballverein der Stadt heißt Persis Solo und spielt derzeit in der höchsten indonesischen Spielklasse, der Liga 1.
2022 fanden in Solo die ASEAN Para Games statt.

## Söhne und Töchter der Stadt
- Nyi Ageng Serang (1752–1838), Nationalheldin
- Tommy Marten (1857–1911), niederländisch-englischer Fußballspieler
- Max Strutt (1903–1992), niederländischer Elektroingenieur
- Hendrik Houwens Post (1904–1986), niederländischer Romanist und Lusitanist
- Willem Johan van Blommestein (1905–1985), niederländischer Wasserbauingenieur
- Oemar Seno Adji (1915–1984), Politiker und Jurist
- Siti Hartinah Suharto (1923–1996), Ehefrau Suhartos, des zweiten Präsidenten Indonesiens
- R. Soeprapto (1924–2009), Politiker
- Ali Wardhana (1928–2015), Wirtschaftswissenschaftler, Hochschullehrer und Politiker
- Alexander Djajasiswaja (1931–2006), römisch-katholischer Geistlicher und Bischof von Bandung
- Willibrordus S. Rendra (1935–2009), Dichter, Dramatiker, Schauspieler, Regisseur
- Coen Zuidema (* 1942), niederländischer Schachspieler
- Darmadi (* 1945), Badmintonspieler
- Sardono Waluyo Kusumo (* 1945), Tänzer, Choreograph, Filmregisseur und Schauspieler
- Chen Yuniang (* 1946), chinesische Badmintonspielerin und -trainerin
- Indra Gunawan (1947–2009), Badmintonspieler
- Siti Fadilah (* 1949), Medizinerin und Politikerin
- Maria Farida Indrati (* 1949), indonesische Juristin und Hochschullehrerin
- Johannes Pujasumarta (1949–2015), römisch-katholischer Erzbischof von Semarang
- Luluk Purwanto (* 1959), Jazzmusikerin
- Edhi Handoko (1960–2009), Schachgroßmeister
- Joko Widodo (* 1961), Staatspräsident Indonesiens seit 2014[veraltet]
- Rudy Gunawan (* 1966), Badmintonspieler
- Joko Suprianto (* 1966), Badmintonspieler
- Bambang Suprianto (* 1969), Badmintonspieler
- Eng Hian (* 1977), Badmintonspieler
- Sri Indriyani (* 1978), Gewichtheberin
- Wynne Prakusya (* 1981), Tennisspielerin
- Suryo Agung Wibowo (* 1983), Sprinter
- Andreas Adityawarman (* 1987), Badmintonspieler
- Rizki Amelia Pradipta (* 1990), Badmintonspielerin
- Muhammad Ulinnuha (* 1991), Badmintonspieler
- Renna Suwarno (* 1992), Badmintonspielerin
- Rio Haryanto (* 1993), Automobilrennfahrer
- Arya Maulana Aldiartama (* 1995), Badmintonspieler